# Kapelle St. Johannes der Täufer (Eupen)

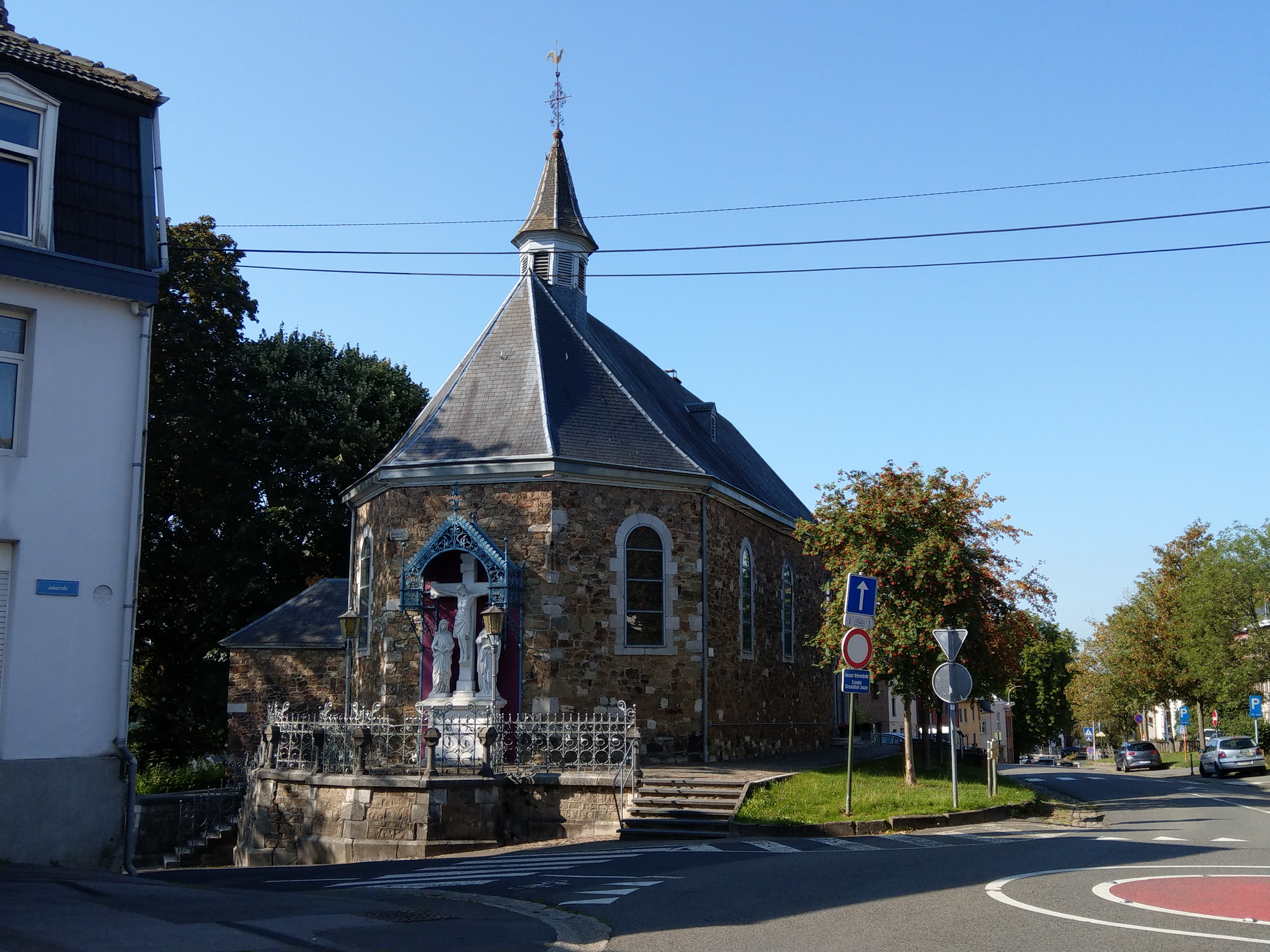
Bergkapelle mit Kalvarienberg

Die Kapelle St. Johannes der Täufer in Eupen in der Provinz Lüttich/Belgien, allgemein nur bekannt als Bergkapelle, ist ein römisch-katholisches Kirchengebäude in der Eupener Unterstadt. Sie wurde 1712 als Ersatz für eine ältere verfallene Kapelle aus dem 15. Jahrhundert im romanischen Stil am selben Ort errichtet und dem Prediger Johannes dem Täufer sowie dem heiligen Franziskus von Assisi geweiht. Seit den 1990er-Jahren gehört sie zum Pfarrverband Eupen-Kettenis im Dekanat 05 des Bistums Lüttich und seit 1994 stehen Fassaden und Dach des Gebäudes unter Denkmalschutz.

## Geschichte

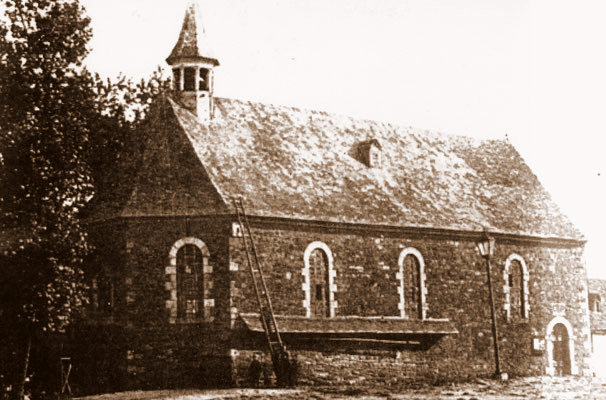
Bergkapelle vor der Neugestaltung

In der Frühen Neuzeit, als das Land Belgien noch unter Habsburgischer Verwaltung stand, bestand Eupen-Unterstadt aus dünn besiedelten kleinen Weilern, deren Bewohner für ihre religiösen Bedürfnisse kleine Kapellen errichteten, da die zuständige Hauptpfarre St. Nikolaus jenseits eines Höhenrückens im Zentrum der Eupener Oberstadt lag und nur beschwerlich erreichbar war. So existierte bereits im 15. Jahrhundert für das so genannte Bergviertel oberhalb des Wesertales eine kleine Kapelle. Im Jahr 1692 sollte für das im Tal liegende Haasviertel eine weitere Kapelle erbaut werden, deren Bau aus unerklärlichen Gründen jedoch nie vollendet wurde. Daraufhin beschloss 1712 die Kirchenverwaltung, die alte Kapelle auf dem Berg niederzureißen und durch eine neue größere für die Bewohner des Berg- und des Haasviertels zu ersetzen. Da sich alle Anwohner verpflichteten, aktiv am Bau und am weiteren Unterhalt mitzuwirken, konnte der Neubau nun in kürzester Zeit mehrheitlich mit dem Baumaterial der nicht vollendeten Haaskapelle verwirklicht und am 20. Dezember 1712 durch den Lütticher Weihbischof Ludwig Franz de Liboy vom zuständigen Bistum Lüttich konsekriert werden. Bereits wenige Jahre später zeigte sich, dass die Kapelle für die wachsende Bevölkerung als zu klein konzipiert worden war und sie daraufhin 1729 um ein Joch nach Westen hin erweitert werden musste. Die neuerliche Konsekration fand am 14. Oktober 1729 durch den Lütticher Weihbischof Jean-Baptist Gillis (1729–1736) statt, der am gleichen Tag auch die Werthkapelle und einen Tag zuvor die erneuerte Nikolauskirche geweiht hatte.
In der Zeit der französischen Besetzung Eupens wurden ab 1797 die Gottesdienste in der Bergkapelle von den neuen Machthabern zunächst verboten, konnten jedoch 1803 wieder aufgenommen werden, nachdem die Kapelle von den Franzosen als Hilfskirche anerkannt worden war. Noch während dieser Zeit erhielt sie 1806 eine Erweiterung der Orgelempore und 1812 ein neues Tonnengewölbe in Fachwerkbauweise anstelle einer alten Flachdecke.
Unter mittlerweile preußischer Verwaltung und damit zugehörend zum Erzbistum Köln wurde die Bergkapelle 1850 mit einer aus Roetgen stammenden Orgel ausgestattet, die 1852 restauriert und um vier Register erweitert wurde. Die Kapelle erhielt zwischen 1867 und 1882 eine grundlegende Um- und Neugestaltung im romanischen Stil sowie eine würdige Ausstattung und einen neuen Hochaltar. Im gleichen Zeitraum wurde sie 1872 als Filialkirche der neuen St. Josefskirche angegliedert, die im gleichen Zeitraum in dem durch Industrieansiedlungen deutlich gewachsenen Haasviertel erbaut und 1864 eingeweiht worden war. Schließlich wurde um 1885 die äußere Ostseite der Kapelle noch mit einer lebensgroßen Kreuzigungsgruppe des Aachener Künstlers Gustav Angelo Venth versehen.
Im Ersten Weltkrieg diente die Bergkapelle vorübergehend als Gefangenenlager und im Zweiten Weltkrieg wurde sie im Verlauf der Ardennenoffensive durch Bombenangriffe des deutschen Militärs auf das amerikanisch besetzte Eupen am zweiten Weihnachtstag 1944 schwer beschädigt. Seit der Angliederung des Kreises Eupen an Belgien im Jahr 1920 infolge des Versailler Vertrags gehörte die Pfarre zunächst zum Bistum Eupen-Malmedy und zählt seit dessen Auflösung im Jahr 1925 zum Bistum Lüttich. Die letzten umfassenden Renovierungen der Kapelle fanden schließlich in den 1960er-Jahren auf Initiative von Pfarrer Joseph Hilligsmann von der Josefspfarre sowie anlässlich der 300-Jahr-Feier 2012 statt.
Heutzutage steht die Bergkapelle außer für ihre regulären kirchlichen Veranstaltungen mehreren Eupener Vereinen als Treffpunkt zur Verfügung, darunter der spanischen Bürgergemeinde, der Johannis-Bürger-Schützengesellschaft, dem katholischen Jünglingsverein sowie der Kolpingsfamilie. Des Weiteren wird sie bei Bedarf als Raum für temporäre Kunstausstellungen genutzt.

## Beschreibung

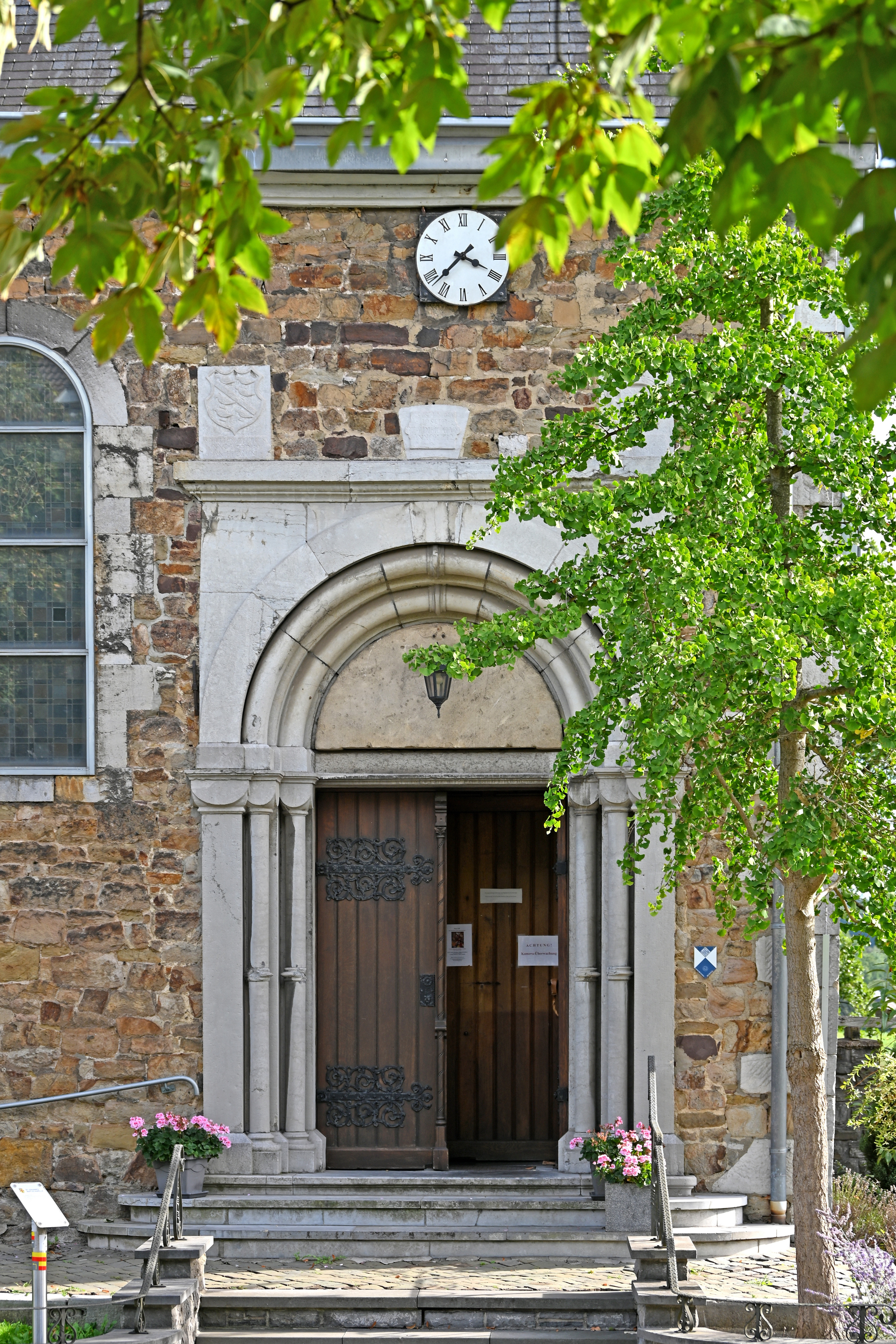
Blausteinportal mit Wappensteine

Das einschiffige Kirchengebäude aus unregelmäßigen Sandbruchsteinen mit einer dreiseitigen Apsis war ursprünglich zwei Joch lang und wurde 1729 um ein Joch Richtung Westen erweitert. Der Chor sowie die Apsis sind an ihren Ecken mit Quadern in Zahnschnittform bestückt, die ebenso wie die Portal- und Fensterumrahmungen der Rundbogenfenster aus Blaustein gefertigt wurden. Nach oben schließt der Chor mit einem Satteldach ab, wogegen die Apsis mit einem Walmdach abgedeckt ist. Auf dem Dachfirst sitzt ein kleiner Dachreiter, der mit einem schmiedeeisernen Kreuz mit aufgesetztem Wetterhahn aus dem 18. Jahrhundert bekrönt ist.
An der Südseite der Kapelle befinden sich die um 1877 errichteten Anbauten unter anderem für die Sakristei und die Seitenkapelle, wogegen die Nordwand durch das neoromanische Portal aus dem Jahr 1879 geprägt wird. Dieses massive aus Blaustein errichtete Portal wird von einer dreifachen Säulenreihe flankiert, die in einen Rundbogen übergeht, der wiederum ein schmuckloses Tympanon umspannt. Oberhalb des Sturzes sind zwei Wappensteine und ein Inschriftenstein im Gemäuer eingelassen sowie mittig darüber eine Uhr. Die Wappensteine sind zwar erst im Rahmen des Ausbaus 1879 angefertigt worden, zeigen aber in Erinnerung an die Förderer der alten Kapelle Wilhelm Heinrich von Berghe, genannt Trips (1661–1736) und seine Gattin Franziska Arnoldine Schyl von Walhorn die Wappen der Familie Berghe und Schyl. Auf dem Inschriftstein sind die Zeilen: „JESU MARIA JOSEPH – RAEDIFICATVM ANNO 1712.“ und „ANNO 1599 ANTIQVVM RENOVATVM ET DILATATVM EST Anno 1712–1729“ eingraviert, womit zum einen der Neubau belegt wird als auch ein Bezug zur ersten Kapelle aus dem Jahr 1599 hergestellt wurde.

### Kreuzigungsgruppe

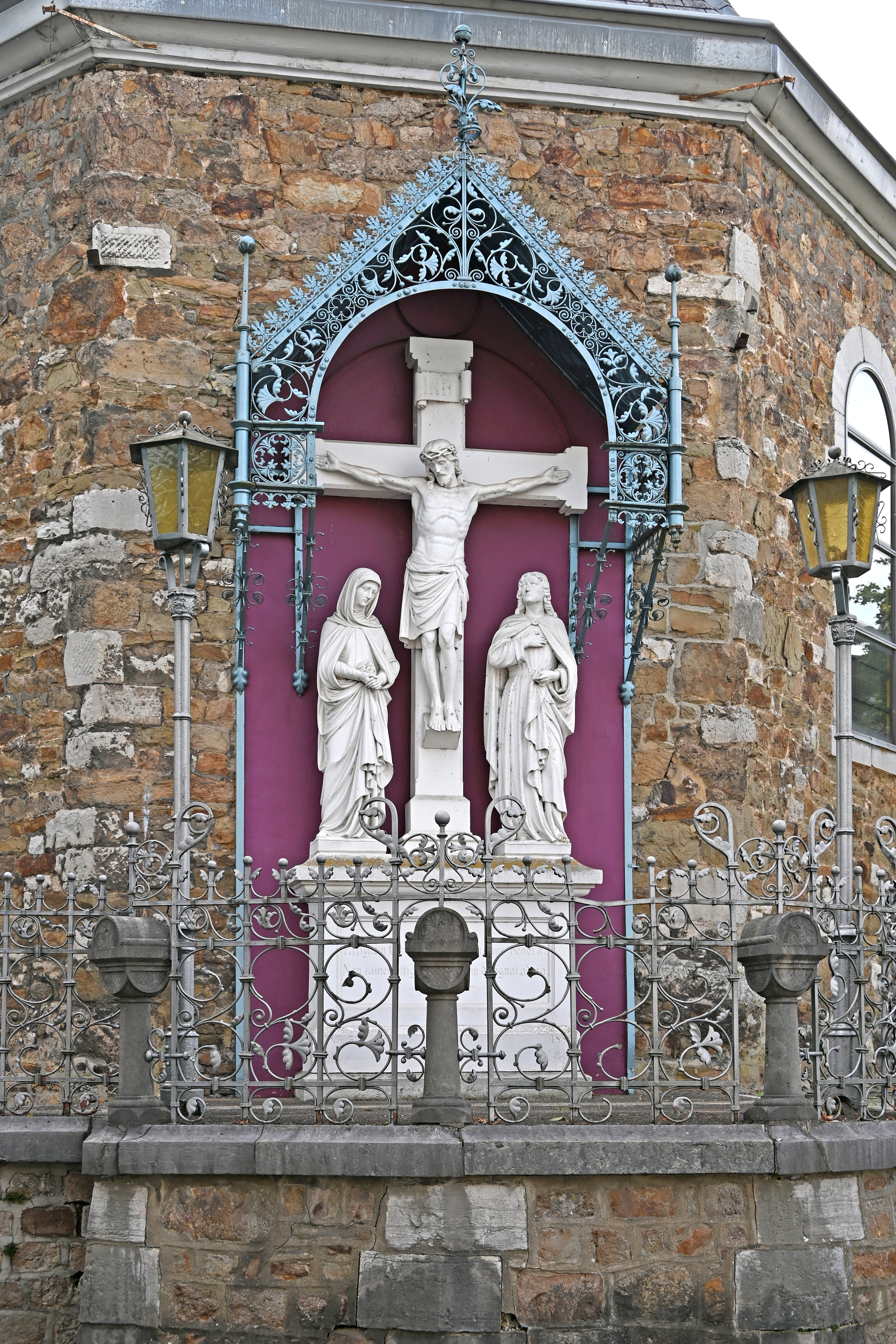
Kreuzigungsgruppe

Die 1885 angebrachte Kreuzigungsgruppe an der Außenwand der Apsis zeigt auf einem weiß gestrichenen steinernen Sockel die Kreuzigungsszene mit Maria zur Rechten und Apostel Johannes zur Linken des Kreuzes. Die Figuren sind ebenfalls aus Stein gemeißelt und weiß gestrichen. Auf dem Sockel ist die Inschrift: „XC EFFIGIEM CHRISTI, SI TRANSIS, PRONUS HONORA / NON TAMEN EFFIGIEM, SED QUEM DESIGNAT, ADORA“ („Gehst du vorüber, so ehre gebeugt des Gekreuzigten Bildnis. Nicht indessen das Bild, vielmehr den Gekreuzigten bet’ an.“) eingraviert.
Ein dreieckiges baldachinartiges und aufwändig verziertes schmiedeeisernes Dach mit den typischen Formen des 19. Jahrhunderts gibt der Kreuzigungsgruppe den nötigen optischen wie räumlichen Schutz. Der steinerne Vorplatz der Gruppe, der auf Ebene des Kirchenbodens über den abfallenden Hang podestartig mit Mauerwerk herausgearbeitet wurde und nur über seitliche Treppen erreicht werden kann, wird abgegrenzt durch einen ebenfalls schmiedeeisernen Zaun mit integrierten Steinpfosten in neoromanischem Stil. Zwei seitlich der Kreuzigungsgruppe angebrachte alte gusseiserne Laternen auf dem Vorplatz sorgen bei Dunkelheit für eine stimmungsvolle Beleuchtung.

## Ausstattung
Der einschiffige relativ schmucklose Innenraum ist abgedeckt durch ein abgeflachtes Tonnengewölbe, das auf einem rundum verlaufenden Profilgesims aufliegt. Die Wände sind im Abstand der Joche durch mit Profilleisten belegte Pilaster gegliedert, die als Rundbogen von der einen zur anderen Seite ziehend die Tragkraft der Decke unterstützen. Einwölbung und Anbringung der Pilaster werden auf das frühe 19. Jahrhundert datiert und wurden offensichtlich im Rahmen der Deckenrestaurierung um 1812 eingearbeitet.
Insgesamt neun Bleiglasfenster aus der Nachkriegszeit, jeweils drei an den Nord- und Südseiten sowie zwei Fenster in den seitlichen Apsiswänden und eines an der Westseite unter der Orgelempore sorgen im Kircheninneren für eine stimmungsvolle Beleuchtung. Von diesen wurden das linke Apsisfenster und das Westwandfenster in der Linnicher Glasmalerei Oidtmann hergestellt. Diese Fenster ersetzten die beim Bombenangriff 1944 zerstörten Fenster, die 1869 teilweise in der Glasmalerei Friedrich Baudri angefertigt worden waren.
Von der um 1875 neu erworbenen Ausstattung stammen die lebensgroße aus Eichenholz geschnitzte Statue von Johannes dem Täufer, angebracht an der Wand links des Haupteinganges, und die Pietà, aufgestellt im seitlichen Anbau. Letztere ist eine werkgetreue und maßstabgerechte Kopie eines Werkes des Bildhauers Wilhelm Achtermann aus Münster. Darüber hinaus sind aus der gleichen Zeit an den Wänden der Apsis 14 Bilder der Kreuzwegstationen aufgehängt, die in Öl auf Leinwand verarbeitet und verkleinerte Kopien der Originalwerke des Historienmalers Joseph von Führich sind. Ebenfalls aus den Jahren 1877 bis 1881 stammen das vorhandene Holzmobiliar im neoromanischen Stil, die Doxalbrüstung, die Kommunionbank, der Beichtstuhl, sowie die mit Evangelisten verzierte Kanzel mit einer Doxaltreppe. Älteren Datums ist dagegen die Glocke, die 1846 aus der Glockengießerei August Hönig in Köln angeliefert, im Zweiten Weltkrieg von den Deutschen beschlagnahmt, aber 1947 unversehrt wiedergefunden und erneut eingeweiht wurde.
Im Rahmen der Modernisierungsarbeiten 1961 wurde anstelle des ehemaligen bombastischen Altargebäudes ein schlichter Opfertisch im Stile der Urkirche aufgestellt und anstelle eines übergroßen Apsisgemäldes ein einfach gehaltenes Kreuz aufgehängt. Zugleich wurden seitlich des Altares die lebensgroßen Figuren der Gottesmutter und der Herz-Jesu-Statue auf Konsolen stehend an den Apsiswänden angebracht.
Die 1850 erworbene Orgel wurde 1883 in der Orgelbauwerkstatt Gebrüder Müller auf acht Register ausgebaut und verstärkt, 1947 instand gesetzt und 1961 durch den Orgelbauer Kühn generalüberholt.
Darüber hinaus sind aus dem kleinen Kirchenschatz die Sonnenmonstranz aus dem späten 18. Jahrhundert sowie zwei gestiftete Silberkelche aus dem frühen 18. und dem späten 19. Jahrhundert von historischer Bedeutung.

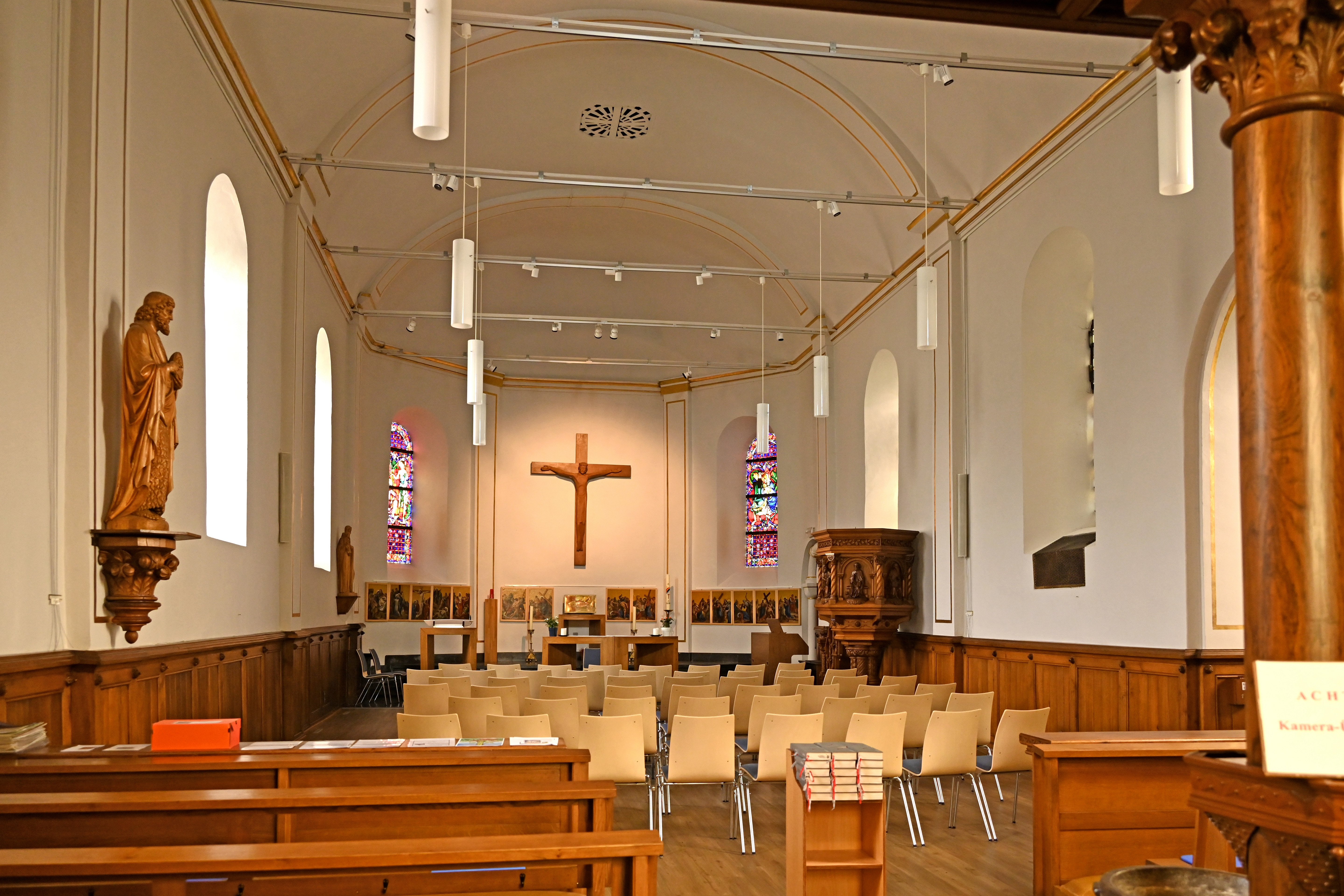
Innenansicht
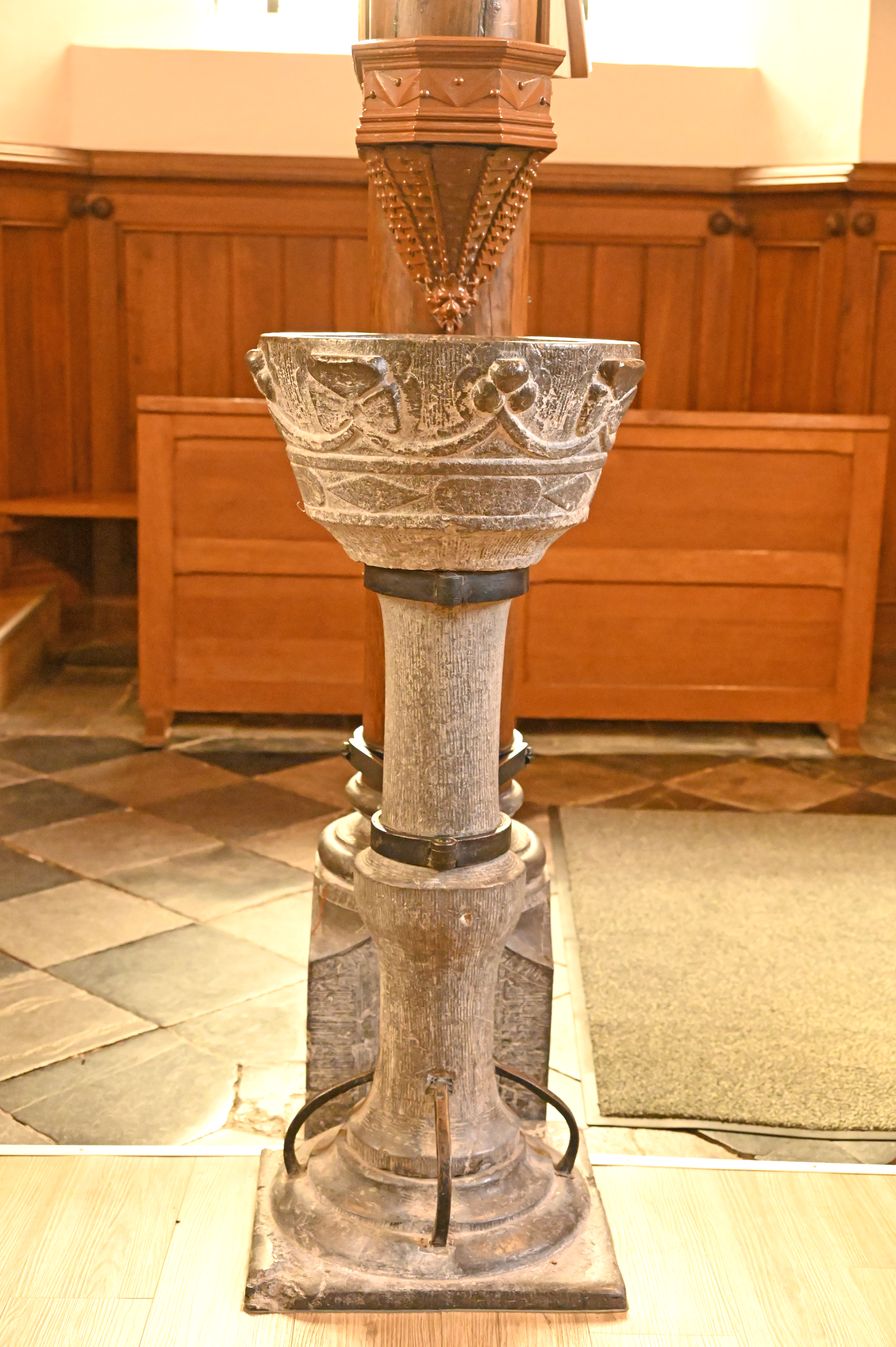
Taufbecken
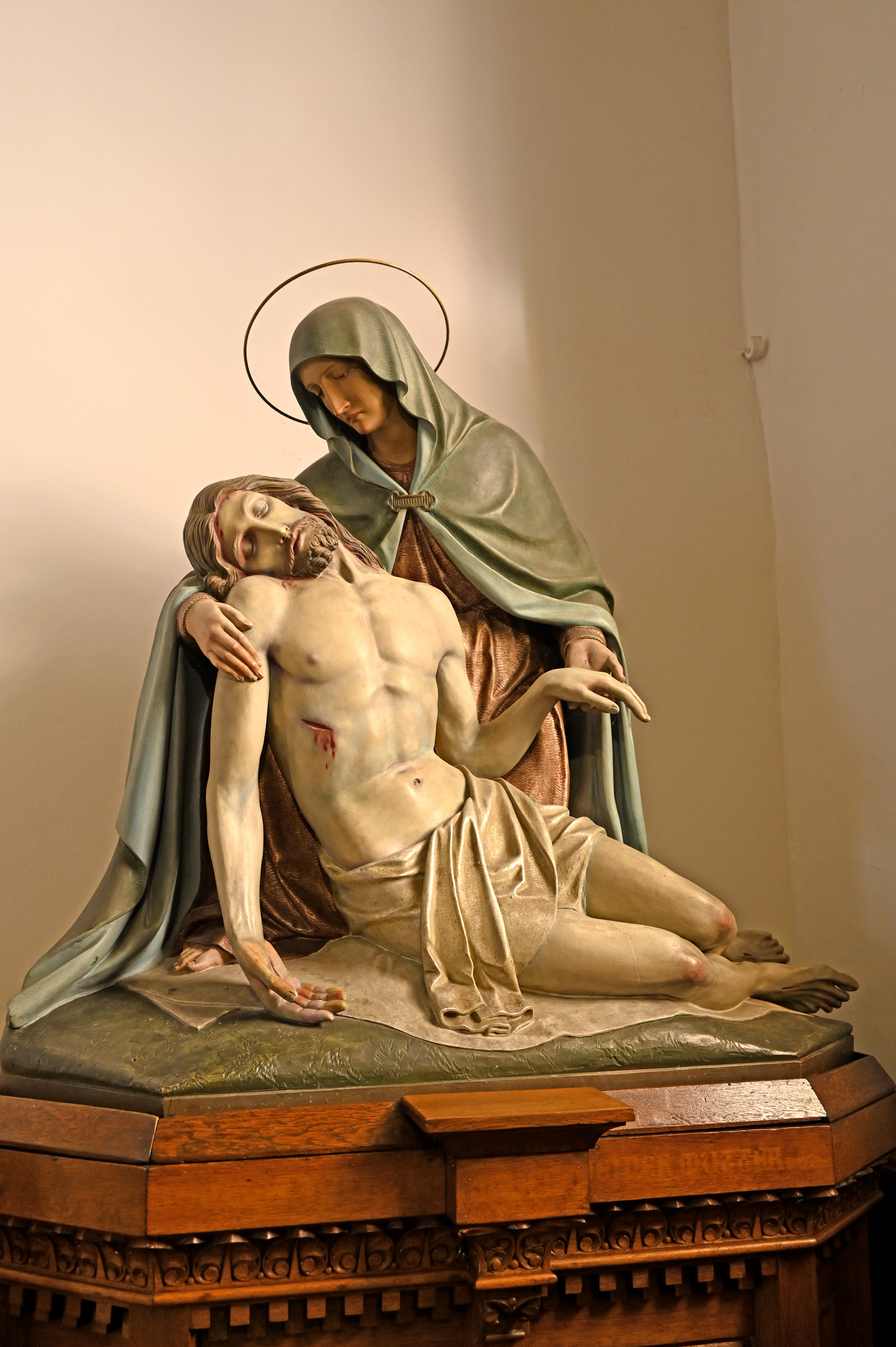
Pietá
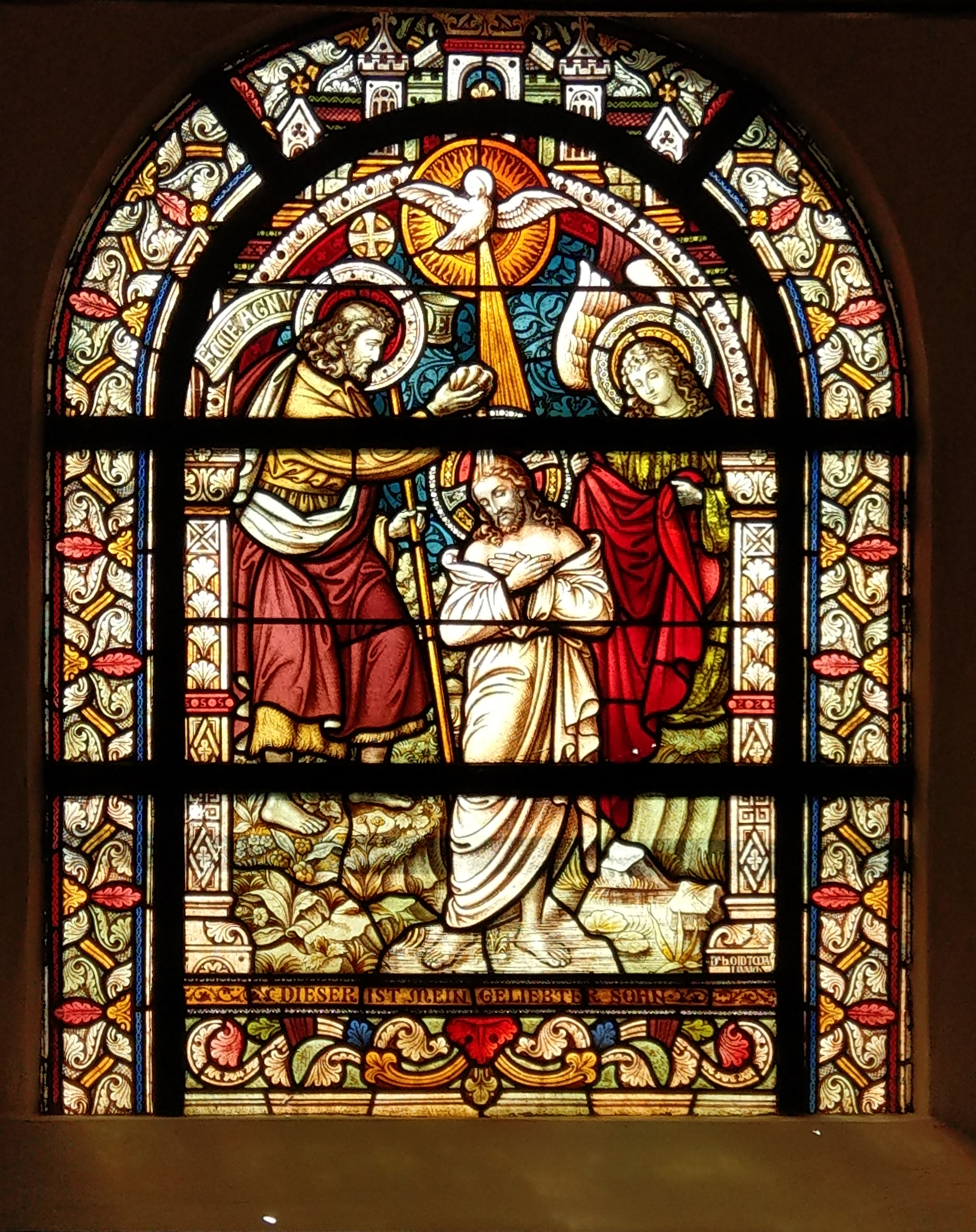
Bleiglasfenster Westseite
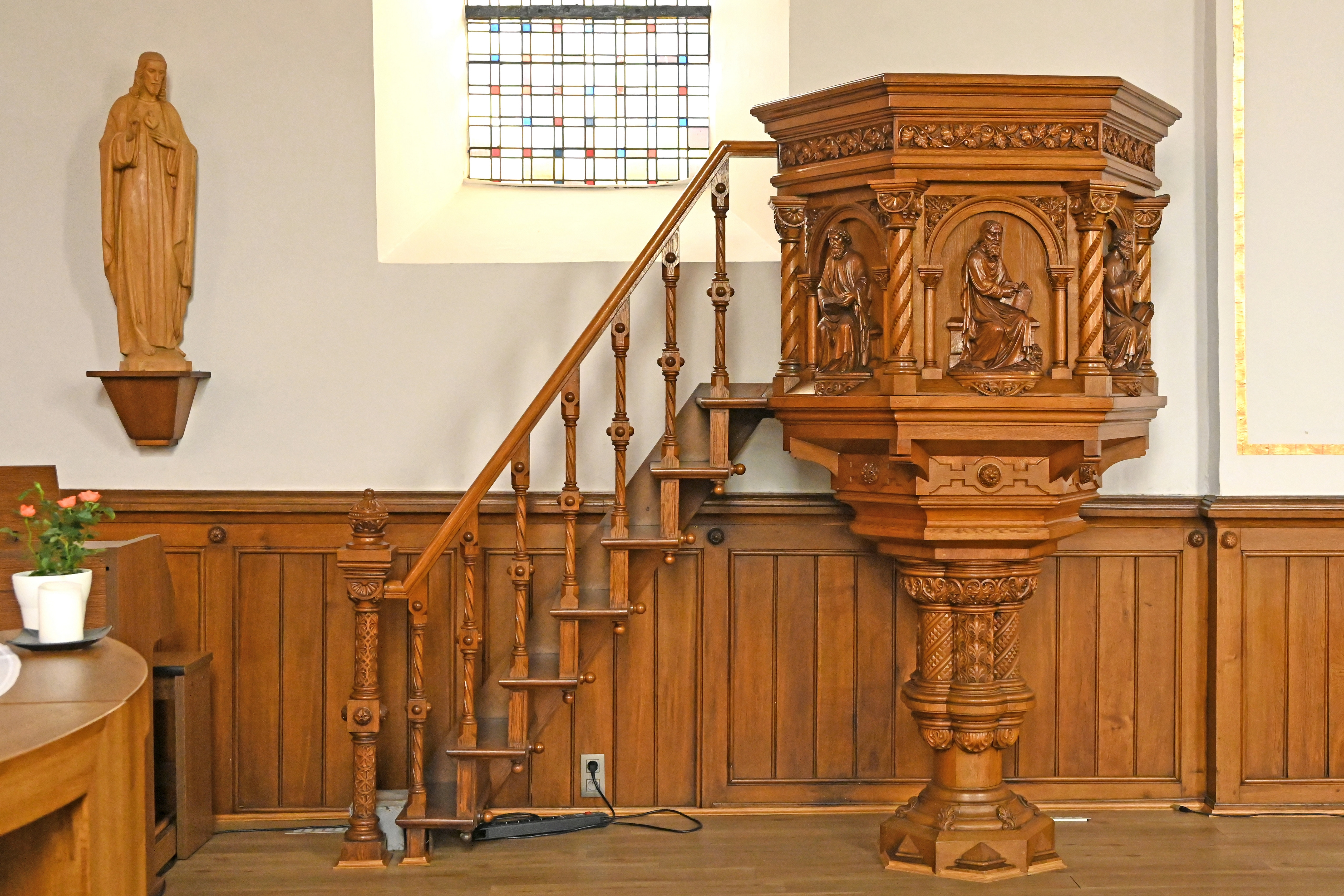
Kanzel
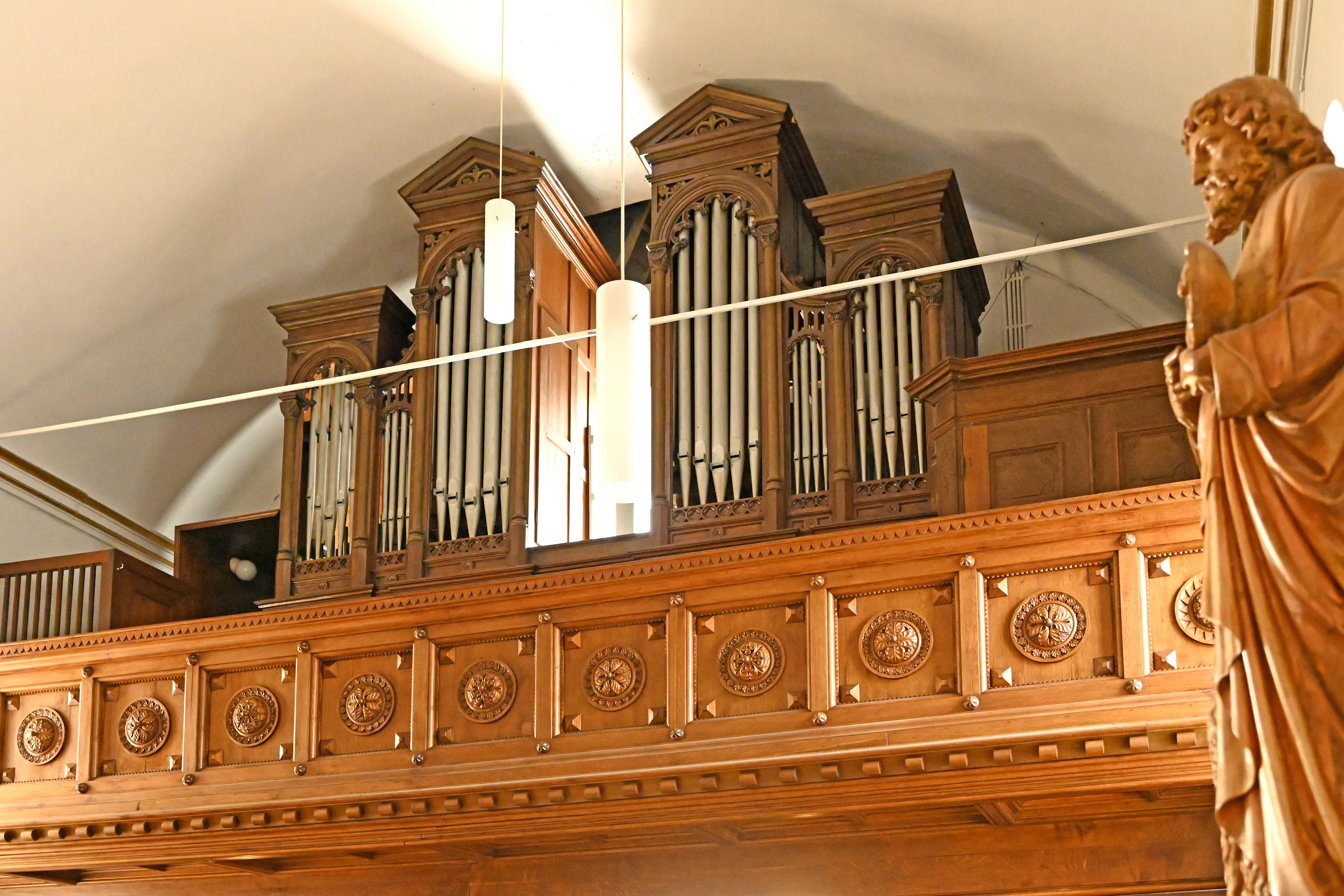
Orgel